# Puchar Świata w skokach narciarskich 1999/2000
Puchar Świata w skokach narciarskich 1999/2000 – 21. edycja Pucharu Świata mężczyzn w skokach narciarskich, która rozpoczęła się 27 listopada 1999 na obiekcie Puijo w Kuopio.
Zdobywcą Kryształowej Kuli został – po raz drugi z rzędu – Martin Schmitt.

## Zwycięzcy

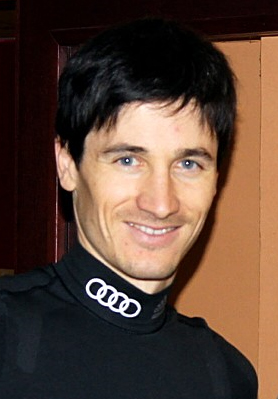
Martin Schmitt Zdobywca Kryształowej Kuli za zwycięstwo w klasyfikacji generalnej Pucharu Świata
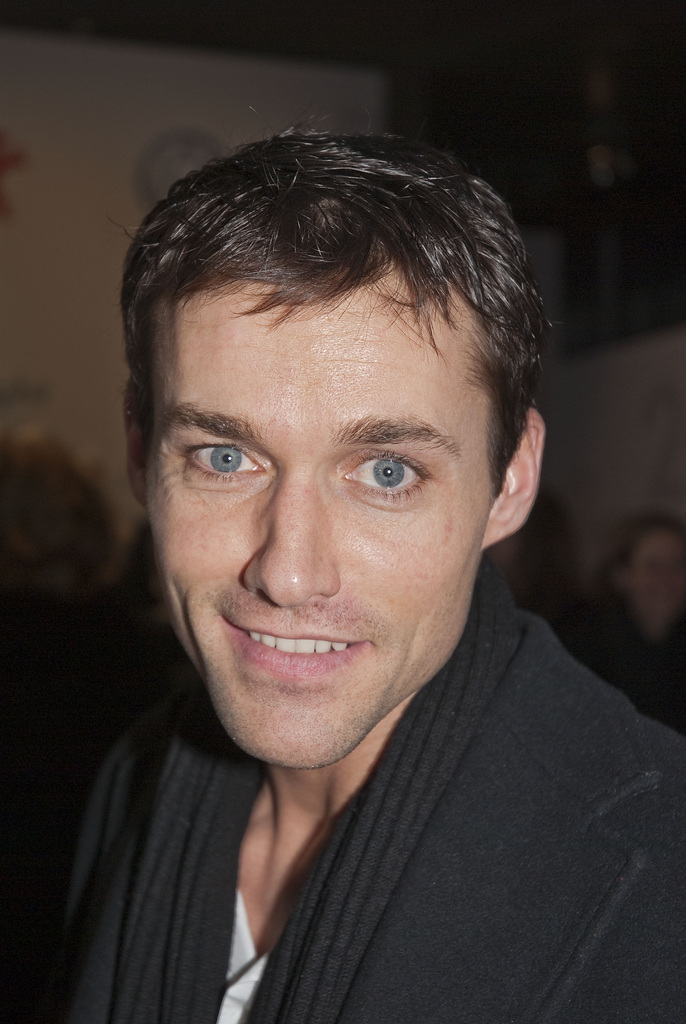
Sven Hannawald Zdobywca Małej Kryształowej Kuli za zwycięstwo w klasyfikacji generalnej Pucharu Świata w lotach i zwycięzca Turnieju Nordyckiego
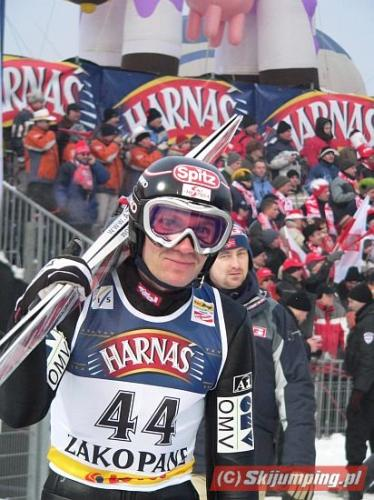
Andreas Widhölzl Zwycięzca Turnieju Czterech Skoczni
Finlandia Zwycięzca klasyfikacji generalnej Pucharu Narodów

## Kalendarz zawodów
| Lp                                                                             | Data                                                  | Miejscowość                                           | Skocznia                                              | K                                                     | Uwagi                                                 | 1. miejsce                                                                            | 2. miejsce                                                                                       | 3. miejsce                                                                                      |
| ------------------------------------------------------------------------------ | ----------------------------------------------------- | ----------------------------------------------------- | ----------------------------------------------------- | ----------------------------------------------------- | ----------------------------------------------------- | ------------------------------------------------------------------------------------- | ------------------------------------------------------------------------------------------------ | ----------------------------------------------------------------------------------------------- |
| 1.                                                                             | 27 listopada 1999                                     | Kuopio                                                | Puijo                                                 | K120                                                  | nocny                                                 | Martin Schmitt                                                                        | Andreas Goldberger                                                                               | Matti Hautamäki                                                                                 |
| 2.                                                                             | 28 listopada 1999                                     | Kuopio                                                | Puijo                                                 | K120                                                  | nocny                                                 | Ville Kantee                                                                          | Risto Jussilainen                                                                                | Roberto Cecon                                                                                   |
| 3.                                                                             | 4 grudnia 1999                                        | Predazzo                                              | Trampolino Dal Ben                                    | K120                                                  | nocny                                                 | Andreas Widhölzl                                                                      | Martin Schmitt                                                                                   | Andreas Goldberger                                                                              |
| 4.                                                                             | 5 grudnia 1999                                        | Predazzo                                              | Trampolino Dal Ben                                    | K120                                                  | nocny                                                 | Andreas Widhölzl                                                                      | Jani Soininen                                                                                    | Risto Jussilainen                                                                               |
| 5.                                                                             | 12 grudnia 1999                                       | Villach                                               | Alpenarena                                            | K90                                                   | -                                                     | Janne Ahonen                                                                          | Martin Schmitt                                                                                   | Andreas Widhölzl                                                                                |
| 6.                                                                             | 18 grudnia 1999                                       | Zakopane                                              | Wielka Krokiew                                        | K116                                                  | -                                                     | Martin Schmitt                                                                        | Janne Ahonen                                                                                     | Lasse Ottesen                                                                                   |
| 7.                                                                             | 19 grudnia 1999                                       | Zakopane                                              | Wielka Krokiew                                        | K116                                                  | -                                                     | Martin Schmitt                                                                        | Janne Ahonen                                                                                     | Andreas Widhölzl                                                                                |
| 8.                                                                             | 29 grudnia 1999                                       | Oberstdorf                                            | Schattenbergschanze                                   | K115                                                  | TCS                                                   | Martin Schmitt                                                                        | Andreas Goldberger                                                                               | Andreas Widhölzl                                                                                |
| 9.                                                                             | 1 stycznia 2000                                       | Ga-Pa                                                 | Große Olympiaschanze                                  | K115                                                  | TCS                                                   | Andreas Widhölzl                                                                      | Masahiko Harada                                                                                  | Janne Ahonen                                                                                    |
| 10.                                                                            | 3 stycznia 2000                                       | Innsbruck                                             | Bergisel                                              | K110                                                  | TCS                                                   | Andreas Widhölzl                                                                      | Martin Schmitt                                                                                   | Janne Ahonen                                                                                    |
| 11.                                                                            | 6 stycznia 2000                                       | Bischofshofen                                         | im. Paula Ausserleitnera                              | K120                                                  | TCS                                                   | Andreas Widhölzl                                                                      | Janne Ahonen                                                                                     | Martin Schmitt                                                                                  |
| '48. Turniej Czterech Skoczni' – Klasyfikacja Końcowa                          | '48. Turniej Czterech Skoczni' – Klasyfikacja Końcowa | '48. Turniej Czterech Skoczni' – Klasyfikacja Końcowa | '48. Turniej Czterech Skoczni' – Klasyfikacja Końcowa | '48. Turniej Czterech Skoczni' – Klasyfikacja Końcowa | '48. Turniej Czterech Skoczni' – Klasyfikacja Końcowa | Andreas Widhölzl                                                                      | Janne Ahonen                                                                                     | Martin Schmitt                                                                                  |
| 12.                                                                            | 8 stycznia 2000                                       | Engelberg                                             | Gross-Titlis-Schanze                                  | K120                                                  | -                                                     | Martin Schmitt                                                                        | Janne Ahonen                                                                                     | Andreas Widhölzl                                                                                |
| 13.                                                                            | 9 stycznia 2000                                       | Engelberg                                             | Gross-Titlis-Schanze                                  | K120                                                  | -                                                     | Martin Schmitt                                                                        | Sven Hannawald                                                                                   | Janne Ahonen                                                                                    |
| 14.                                                                            | 22 stycznia 2000                                      | Sapporo                                               | Ōkurayama                                             | K120                                                  | -                                                     | Martin Schmitt                                                                        | Janne Ahonen                                                                                     | Risto Jussilainen                                                                               |
| 15.                                                                            | 23 stycznia 2000                                      | Sapporo                                               | Ōkurayama                                             | K120                                                  | -                                                     | Martin Schmitt                                                                        | Jani Soininen                                                                                    | Hiroya Saitō                                                                                    |
| 16.                                                                            | 25 stycznia 2000                                      | Hakuba                                                | Olimpijska                                            | K120                                                  | nocny, druż.                                          | Finlandia 1. Risto Jussilainen · 2. Ville Kantee · 3. Jani Soininen · 4. Janne Ahonen | Niemcy 1. Sven Hannawald · 2. Hansjörg Jäkle · 3. Michael Uhrmann · 4. Martin Schmitt            | Austria 1. Andreas Goldberger · 2. Wolfgang Loitzl · 3. Stefan Horngacher · 4. Andreas Widhölzl |
| 17.                                                                            | 26 stycznia 2000                                      | Hakuba                                                | Olimpijska                                            | K120                                                  | nocny                                                 | Jani Soininen                                                                         | Andreas Widhölzl                                                                                 | Ville Kantee                                                                                    |
| 18.                                                                            | 5 lutego 2000                                         | Willingen                                             | Mühlenkopfschanze                                     | K120                                                  | -                                                     | Andreas Widhölzl                                                                      | Janne Ahonen                                                                                     | Martin Schmitt                                                                                  |
| 19.                                                                            | 6 lutego 2000                                         | Willingen                                             | Mühlenkopfschanze                                     | K120                                                  | -                                                     | Andreas Widhölzl                                                                      | Martin Schmitt                                                                                   | Janne Ahonen                                                                                    |
|                                                                                |                                                       |                                                       |                                                       |                                                       |                                                       |                                                                                       |                                                                                                  |                                                                                                 |
| Mistrzostwa Świata w Lotach Narciarskich 2000 • Vikersund, 12 – 13 lutego 2000 |                                                       |                                                       |                                                       |                                                       |                                                       |                                                                                       |                                                                                                  |                                                                                                 |
|                                                                                |                                                       |                                                       |                                                       |                                                       |                                                       |                                                                                       |                                                                                                  |                                                                                                 |
| 20.                                                                            | 19 lutego 2000                                        | Tauplitz                                              | Kulm                                                  | K185                                                  | loty                                                  | Sven Hannawald                                                                        | Andreas Widhölzl                                                                                 | Tommy Ingebrigtsen                                                                              |
| 21.                                                                            | 20 lutego 2000                                        | Tauplitz                                              | Kulm                                                  | K185                                                  | loty                                                  | odwołany                                                                              | odwołany                                                                                         | odwołany                                                                                        |
| 22.                                                                            | 26 lutego 2000                                        | Iron Mountain                                         | Pine Mountain                                         | K120                                                  | -                                                     | Martin Schmitt                                                                        | Tommy Ingebrigtsen                                                                               | Stefan Horngacher                                                                               |
| 23.                                                                            | 27 lutego 2000                                        | Iron Mountain                                         | Pine Mountain                                         | K120                                                  | -                                                     | Martin Schmitt                                                                        | Andreas Widhölzl                                                                                 | Andreas Goldberger                                                                              |
| 24.                                                                            | 4 marca 2000                                          | Lahti                                                 | Salpausselkä                                          | K90                                                   | TN, nocny                                             | Janne Ahonen                                                                          | Sven Hannawald                                                                                   | Lasse Ottesen                                                                                   |
| 25.                                                                            | 4 marca 2000                                          | Lahti                                                 | Salpausselkä                                          | K116                                                  | nocny, druż.                                          | Finlandia 1. Risto Jussilainen · 2. Ville Kantee · 3. Jani Soininen · 4. Janne Ahonen | Austria 1. Andreas Goldberger · 2. Stefan Horngacher · 3. Martin Höllwarth · 4. Andreas Widhölzl | Niemcy 1. Michael Uhrmann · 2. Frank Löffler · 3. Sven Hannawald · 4. Martin Schmitt            |
| 26.                                                                            | 5 marca 2000                                          | Lahti                                                 | Salpausselkä                                          | K116                                                  | TN, nocny                                             | Martin Schmitt                                                                        | Janne Ahonen                                                                                     | Andreas Goldberger                                                                              |
| 27.                                                                            | 10 marca 2000                                         | Trondheim                                             | Granåsen                                              | K120                                                  | TN, nocny                                             | Sven Hannawald                                                                        | Ville Kantee                                                                                     | Janne Ahonen                                                                                    |
| 28.                                                                            | 12 marca 2000                                         | Oslo                                                  | Holmenkollbakken                                      | K115                                                  | TN                                                    | Sven Hannawald                                                                        | Ville Kantee                                                                                     | Janne Ahonen                                                                                    |
| Turniej Nordycki 2000 – Klasyfikacja końcowa                                   | Turniej Nordycki 2000 – Klasyfikacja końcowa          | Turniej Nordycki 2000 – Klasyfikacja końcowa          | Turniej Nordycki 2000 – Klasyfikacja końcowa          | Turniej Nordycki 2000 – Klasyfikacja końcowa          | Turniej Nordycki 2000 – Klasyfikacja końcowa          | Sven Hannawald                                                                        | Janne Ahonen                                                                                     | Ville Kantee                                                                                    |
| 29.                                                                            | 18 marca 2000                                         | Planica                                               | Velikanka                                             | K185                                                  | loty, druż.                                           | Niemcy 1. Michael Uhrmann · 2. Hansjörg Jäkle · 3. Sven Hannawald · 4. Martin Schmitt | Finlandia 1. Ville Kantee · 2. Risto Jussilainen · 3. Jani Soininen · 4. Janne Ahonen            | Japonia 1. Takanobu Okabe · 2. Kazuyoshi Funaki · 3. Hideharu Miyahira · 4. Noriaki Kasai       |
| 30.                                                                            | 19 marca 2000                                         | Planica                                               | Velikanka                                             | K185                                                  | loty                                                  | Sven Hannawald                                                                        | Janne Ahonen                                                                                     | Andreas Goldberger                                                                              |
|                                                                                |                                                       |                                                       |                                                       |                                                       |                                                       |                                                                                       |                                                                                                  |                                                                                                 |
| Klasyfikacje generalne                                                         | Klasyfikacje generalne                                | Klasyfikacje generalne                                | Klasyfikacje generalne                                | Klasyfikacje generalne                                | Klasyfikacje generalne                                | 1. miejsce                                                                            | 2. miejsce                                                                                       | 3. miejsce                                                                                      |
| Puchar Świata w skokach narciarskich 1999/2000                                 | Puchar Świata w skokach narciarskich 1999/2000        | Puchar Świata w skokach narciarskich 1999/2000        | Puchar Świata w skokach narciarskich 1999/2000        | Puchar Świata w skokach narciarskich 1999/2000        | Puchar Świata w skokach narciarskich 1999/2000        | Martin Schmitt                                                                        | Andreas Widhölzl                                                                                 | Janne Ahonen                                                                                    |
| Puchar Świata w lotach narciarskich 1999/2000                                  | Puchar Świata w lotach narciarskich 1999/2000         | Puchar Świata w lotach narciarskich 1999/2000         | Puchar Świata w lotach narciarskich 1999/2000         | Puchar Świata w lotach narciarskich 1999/2000         | Puchar Świata w lotach narciarskich 1999/2000         | Sven Hannawald                                                                        | Janne Ahonen                                                                                     | Tommy Ingebrigtsen                                                                              |
| Puchar Narodów w skokach narciarskich 1999/2000                                | Puchar Narodów w skokach narciarskich 1999/2000       | Puchar Narodów w skokach narciarskich 1999/2000       | Puchar Narodów w skokach narciarskich 1999/2000       | Puchar Narodów w skokach narciarskich 1999/2000       | Puchar Narodów w skokach narciarskich 1999/2000       | Finlandia                                                                             | Austria                                                                                          | Niemcy                                                                                          |

## Klasyfikacje

### Klasyfikacja indywidualna
| Miejsce | Zawodnik                 | Kraj      | Punkty |
| ------- | ------------------------ | --------- | ------ |
| 1.      | Martin Schmitt           | Niemcy    | 1833   |
| 2.      | Andreas Widhölzl         | Austria   | 1452   |
| 3.      | Janne Ahonen             | Finlandia | 1437   |
| 4.      | Sven Hannawald           | Niemcy    | 1065   |
| 5.      | Andreas Goldberger       | Austria   | 1034   |
| 6.      | Ville Kantee             | Finlandia | 836    |
| 7.      | Jani Soininen            | Finlandia | 734    |
| 8.      | Risto Jussilainen        | Finlandia | 675    |
| 9.      | Stefan Horngacher        | Austria   | 624    |
| 10.     | Hideharu Miyahira        | Japonia   | 567    |
| 11.     | Masahiko Harada          | Japonia   | 545    |
| 12.     | Lasse Ottesen            | Norwegia  | 535    |
| 13.     | Tommy Ingebrigtsen       | Norwegia  | 494    |
| 14.     | Kazuyoshi Funaki         | Japonia   | 475    |
| 15.     | Noriaki Kasai            | Japonia   | 436    |
| 16.     | Martin Höllwarth         | Austria   | 347    |
| 17.     | Matti Hautamäki          | Finlandia | 341    |
| 18.     | Michael Uhrmann          | Niemcy    | 283    |
| 19.     | Nicolas Dessum           | Francja   | 282    |
| 20.     | Hiroya Saitō             | Japonia   | 264    |
| 21.     | Hansjörg Jäkle           | Niemcy    | 262    |
| 22.     | Wolfgang Loitzl          | Austria   | 251    |
| 23.     | Roberto Cecon            | Włochy    | 236    |
| 24.     | Peter Žonta              | Słowenia  | 234    |
| 25.     | Mika Laitinen            | Finlandia | 232    |
| 26.     | Jussi Hautamäki          | Finlandia | 230    |
| 27.     | Michal Doležal           | Czechy    | 220    |
| 28.     | Adam Małysz              | Polska    | 214    |
| 29.     | Roar Ljøkelsøy           | Norwegia  | 213    |
| 30.     | Reinhard Schwarzenberger | Austria   | 208    |

### Klasyfikacja drużynowa
| Miejsce | Kraj              | Punkty |
| ------- | ----------------- | ------ |
| 1.      | Finlandia         | 5219   |
| 2.      | Austria           | 4409   |
| 3.      | Niemcy            | 4395   |
| 4.      | Japonia           | 2938   |
| 5.      | Norwegia          | 1624   |
| 6.      | Polska            | 530    |
| 7.      | Słowenia          | 482    |
| 8.      | Francja           | 335    |
| 9.      | Szwajcaria        | 305    |
| 10.     | Czechy            | 287    |
| 11.     | Włochy            | 273    |
| 12.     | Rosja             | 67     |
| 13.     | Korea Południowa  | 50     |
| 14.     | Stany Zjednoczone | 39     |

## Statystyki indywidualne
| Zawodnik                 | Kuopio 27.11 | Kuopio 28.11 | Predazzo 04.12 | Predazzo 05.12 | Villach 12.12 | Zakopane 18.12 | Zakopane 19.12 | Obersdorf 29.12 | Garmisch-Parenkirchen 01.01 | Innsbruck 03.01 | Bischofshofen 06.01 | Engelberg 08.01 | Engelberg 09.01 | Sapporo 22.01 | Sapporo 23.01 | Hakuba 26.01 | Willingen 05.02 | Willingen 06.02 | Tauplitz 19.02 | Iron Mountain 26.02 | Iron Mountain 27.02 | Lahti 04.03 | Lahti 06.03 | Trondheim 10.03 | Oslo 12.03 | Planica 19.03 |
| Austria                  | Austria      | Austria      | Austria        | Austria        | Austria       | Austria        | Austria        | Austria         | Austria                     | Austria         | Austria             | Austria         | Austria         | Austria       | Austria       | Austria      | Austria         | Austria         | Austria        | Austria             | Austria             | Austria     | Austria     | Austria         | Austria    | Austria       |
| ------------------------ | ------------ | ------------ | -------------- | -------------- | ------------- | -------------- | -------------- | --------------- | --------------------------- | --------------- | ------------------- | --------------- | --------------- | ------------- | ------------- | ------------ | --------------- | --------------- | -------------- | ------------------- | ------------------- | ----------- | ----------- | --------------- | ---------- | ------------- |
| Jakob Blank              | –            | –            | –              | –              | –             | –              | –              | –               | –                           | –               | q                   | –               | –               | –             | –             | –            | –               | –               | –              | –                   | –                   | –           | –           | –               | –          | –             |
| Karl-Heinz Dorner        | –            | –            | –              | –              | –             | –              | –              | –               | –                           | q               | 44                  | –               | –               | –             | –             | –            | –               | –               | –              | –                   | –                   | –           | –           | –               | –          | –             |
| Fabian Ebenhoch          | –            | –            | –              | –              | –             | –              | –              | –               | –                           | 29              | q                   | –               | –               | –             | –             | –            | –               | –               | –              | 23                  | 40                  | –           | –           | –               | –          | –             |
| Wilfried Eberharter      | –            | –            | –              | –              | –             | –              | –              | –               | –                           | q               | 41                  | –               | –               | –             | –             | –            | –               | –               | –              | –                   | –                   | –           | –           | –               | –          | –             |
| Reinhard Eberl           | –            | –            | –              | –              | –             | –              | –              | –               | –                           | 30              | q                   | –               | –               | –             | –             | –            | –               | –               | –              | –                   | –                   | –           | –           | –               | –          | –             |
| Manuel Fettner           | –            | –            | –              | –              | –             | –              | –              | –               | –                           | q               | –                   | –               | –               | –             | –             | –            | –               | –               | –              | –                   | –                   | –           | –           | –               | –          | –             |
| Andreas Goldberger       | 2            | 16           | 3              | 6              | 14            | 6              | 7              | 2               | 5                           | 6               | 8                   | 4               | 4               | 19            | 9             | 13           | 17              | 40              | 7              | 12                  | 3                   | 5           | 3           | 4               | 6          | 3             |
| Martin Höllwarth         | 35           | 29           | 32             | 45             | 13            | q              | 33             | q               | 40                          | 48              | –                   | 14              | 24              | 31            | 22            | 36           | 13              | 14              | 8              | 16                  | 52                  | 4           | 5           | 6               | 5          | 10            |
| Thomas Hörl              | –            | –            | –              | –              | –             | –              | –              | –               | q                           | q               | 36                  | q               | 38              | q             | 41            | 18           | q               | 35              | 39             | –                   | –                   | –           | –           | –               | –          | 22            |
| Stefan Horngacher        | 4            | 20           | 9              | 11             | 15            | 14             | 17             | 10              | 29                          | 8               | 5                   | 5               | 37              | 10            | 4             | 7            | 15              | 46              | 11             | 3                   | 6                   | 9           | 39          | 16              | 26         | 20            |
| Stefan Kaiser            | –            | –            | –              | –              | –             | –              | –              | –               | –                           | q               | 31                  | –               | –               | –             | –             | –            | –               | –               | –              | –                   | –                   | –           | –           | –               | –          | –             |
| Martin Koch              | q            | 20           | 37             | 33             | 45            | q              | 19             | 23              | 36                          | 25              | 34                  | –               | –               | –             | –             | –            | –               | –               | –              | 59                  | 56                  | –           | –           | –               | –          | –             |
| Falko Krismayr           | –            | –            | –              | –              | –             | –              | –              | –               | –                           | –               | q                   | –               | –               | –             | –             | –            | –               | –               | –              | –                   | –                   | –           | –           | –               | –          | –             |
| Florian Liegl            | –            | –            | –              | –              | –             | –              | –              | –               | –                           | 34              | q                   | –               | –               | –             | –             | –            | –               | –               | –              | –                   | –                   | –           | –           | –               | –          | –             |
| Wolfgang Loitzl          | 15           | 58           | 15             | 9              | 21            | 21             | 13             | 19              | 30                          | 28              | 30                  | –               | –               | 14            | 10            | 37           | 8               | 38              | 14             | –                   | –                   | 22          | 20          | 22              | 37         | 21            |
| Bernhard Metzler         | –            | –            | 28             | 25             | q             | 22             | 42             | q               | q                           | 45              | 49                  | –               | –               | 26            | 50            | 34           | 43              | 45              | 33             | 17                  | 15                  | q           | q           | 44              | 46         | –             |
| Christian Nagiller       | –            | –            | –              | –              | –             | –              | –              | –               | –                           | 39              | 35                  | –               | –               | –             | –             | –            | –               | –               | –              | –                   | –                   | –           | –           | –               | –          | –             |
| Reinhard Schwarzenberger | 42           | 45           | 41             | q              | 31            | 29             | 15             | q               | –                           | 23              | 26                  | 31              | 28              | q             | 23            | 24           | 18              | 33              | 4              | 24                  | 12                  | 29          | 16          | 17              | 14         | 14            |
| Andreas Widhölzl         | 35           | 69           | 1              | 1              | 3             | 4              | 3              | 3               | 1                           | 1               | 1                   | 3               | 5               | 9             | 14            | 2            | 1               | 1               | 2              | 39                  | 2                   | 6           | 7           | 14              | 7          | 50            |
| Martin Zimmermann        | –            | –            | –              | –              | –             | –              | –              | –               | –                           | 49              | 47                  | –               | –               | –             | –             | –            | –               | –               | –              | –                   | –                   | –           | –           | –               | –          | –             |
| Białoruś                 |              |              |                |                |               |                |                |                 |                             |                 |                     |                 |                 |               |               |              |                 |                 |                |                     |                     |             |             |                 |            |               |
| Dzmitryj Afanasienka     | –            | 74           | q              | q              | q             | q              | q              | q               | –                           | q               | –                   | q               | q               | –             | –             | –            | –               | –               | –              | –                   | –                   | –           | –           | –               | –          | –             |
| Alaksandr Dziadziula     | q            | 69           | –              | –              | q             | q              | q              | q               | q                           | q               | q                   | –               | –               | –             | –             | –            | q               | q               | –              | –                   | –                   | q           | q           | –               | –          | –             |
| Alaksiej Szybko          | –            | –            | –              | –              | –             | q              | q              | q               | –                           | q               | –                   | q               | q               | q             | 73            | q            | –               | –               | –              | –                   | –                   | –           | –           | –               | –          | –             |
| Chiny                    |              |              |                |                |               |                |                |                 |                             |                 |                     |                 |                 |               |               |              |                 |                 |                |                     |                     |             |             |                 |            |               |
| Piao Xuefeng             | –            | –            | –              | –              | –             | –              | –              | –               | –                           | –               | –                   | –               | –               | q             | 74            | q            | –               | –               | –              | –                   | –                   | –           | –           | –               | –          | –             |
| Czechy                   |              |              |                |                |               |                |                |                 |                             |                 |                     |                 |                 |               |               |              |                 |                 |                |                     |                     |             |             |                 |            |               |
| Michal Doležal           | 46           | 19           | 36             | q              | 36            | 7              | 34             | 17              | 10                          | 10              | 14                  | 20              | 20              | 11            | 16            | 19           | q               | 38              | 31             | 41                  | 23                  | 42          | 32          | 24              | 51         | 34            |
| Jakub Hlava              | –            | –            | –              | –              | –             | 39             | 24             | 36              | 49                          | q               | 32                  | 32              | 26              | q             | 46            | 41           | –               | –               | 35             | 43                  | 21                  | 48          | 21          | 41              | 32         | 40            |
| Jakub Janda              | 30           | 53           | 38             | 36             | 44            | 30             | 31             | –               | –                           | –               | –                   | –               | –               | 25            | 64            | 46           | –               | –               | 37             | 33                  | 45                  | –           | –           | –               | –          | –             |
| Jakub Jiroutek           | –            | –            | q              | q              | –             | –              | –              | –               | –                           | –               | –                   | –               | –               | –             | –             | –            | –               | –               | 45             | –                   | –                   | –           | –           | –               | –          | –             |
| Jaroslav Sakala          | –            | –            | –              | –              | –             | 40             | 22             | 42              | 43                          | q               | q                   | –               | –               | –             | –             | –            | 33              | 27              | –              | –                   | –                   | –           | –           | –               | –          | q             |
| Borek Sedlák             | –            | –            | –              | –              | –             | –              | –              | q               | q                           | q               | q                   | –               | –               | –             | –             | –            | –               | –               | –              | –                   | –                   | –           | –           | –               | –          | –             |
| Jakub Sucháček           | 25           | 54           | 45             | q              | –             | –              | –              | –               | –                           | –               | –                   | 40              | q               | q             | 65            | 44           | –               | –               | –              | –                   | –                   | q           | 23          | 48              | q          | –             |
| Estonia                  |              |              |                |                |               |                |                |                 |                             |                 |                     |                 |                 |               |               |              |                 |                 |                |                     |                     |             |             |                 |            |               |
| Jouko Hein               | –            | –            | –              | –              | –             | –              | –              | q               | –                           | q               | –                   | q               | q               | –             | –             | –            | –               | –               | –              | –                   | –                   | q           | q           | –               | –          | –             |
| Jaan Jüris               | –            | –            | –              | –              | –             | –              | –              | –               | –                           | –               | –                   | –               | –               | –             | –             | –            | –               | –               | –              | –                   | –                   | q           | q           | –               | –          | –             |
| Finlandia                |              |              |                |                |               |                |                |                 |                             |                 |                     |                 |                 |               |               |              |                 |                 |                |                     |                     |             |             |                 |            |               |
| Janne Ahonen             | 37           | 66           | 10             | 33             | 1             | 2              | 2              | 6               | 3                           | 3               | 2                   | 2               | 3               | 2             | 6             | 4            | 2               | 3               | 6              | 19                  | 9                   | 1           | 2           | 3               | 3          | 2             |
| Lauri Hakola             | –            | –            | –              | –              | –             | –              | –              | –               | –                           | –               | –                   | –               | –               | –             | –             | –            | –               | –               | –              | –                   | –                   | –           | q           | –               | –          | –             |
| Jussi Hautamäki          | 7            | 11           | 17             | 13             | 27            | 17             | 10             | 11              | 32                          | 36              | 18                  | 37              | 19              | 13            | 20            | 27           | 36              | 49              | –              | –                   | –                   | 40          | 24          | 30              | 42         | q             |
| Matti Hautamäki          | 3            | 11           | 7              | 8              | 10            | –              | –              | 9               | 16                          | 14              | 22                  | 41              | 18              | –             | –             | –            | 14              | 17              | 20             | –                   | –                   | 15          | 19          | 26              | 28         | 32            |
| Risto Jussilainen        | q            | 2            | 6              | 3              | 12            | 5              | 8              | 19              | 20                          | 18              | 6                   | 19              | 6               | 3             | 13            | 9            | 10              | 9               | 21             | 21                  | 47                  | 16          | 8           | 10              | 20         | 49            |
| Ville Kantee             | 12           | 1            | 13             | 14             | 7             | 9              | 6              | 7               | 6                           | 9               | 15                  | 16              | 9               | 6             | 7             | 3            | 49              | 19              | 27             | 48                  | 19                  | 7           | 17          | 2               | 2          | 8             |
| Tami Kiuru               | –            | –            | –              | –              | q             | –              | –              | –               | –                           | –               | –                   | –               | –               | q             | 43            | 16           | –               | –               | 19             | 14                  | 30                  | 20          | 11          | 35              | 19         | 45            |
| Mika Laitinen            | 45           | 30           | 12             | 21             | 4             | 35             | 11             | 12              | 28                          | 24              | 20                  | 11              | 13              | q             | 27            | 23           | 41              | 49              | q              | 27                  | 41                  | 34          | 26          | 20              | 25         | –             |
| Akseli Lajunen           | –            | –            | –              | –              | –             | –              | –              | –               | –                           | –               | –                   | –               | –               | –             | –             | –            | –               | –               | –              | –                   | –                   | –           | 38          | –               | –          | –             |
| Veli-Matti Lindström     | –            | –            | –              | –              | –             | –              | –              | –               | –                           | –               | –                   | –               | –               | –             | –             | –            | –               | –               | –              | –                   | –                   | –           | 48          | –               | –          | –             |
| Marko Malkamäki          | –            | –            | –              | –              | –             | –              | –              | –               | –                           | –               | –                   | –               | –               | –             | –             | –            | –               | –               | –              | –                   | –                   | –           | 50          | –               | –          | –             |
| Jani Moisander           | –            | –            | –              | –              | –             | –              | –              | –               | –                           | –               | –                   | –               | –               | –             | –             | –            | –               | –               | –              | –                   | –                   | –           | 47          | –               | –          | –             |
| Sami Nieminen            | 40           | –            | –              | –              | –             | –              | –              | –               | –                           | –               | –                   | –               | –               | –             | –             | –            | –               | –               | –              | –                   | –                   | –           | –           | –               | –          | –             |
| Toni Nieminen            | –            | –            | –              | –              | –             | –              | –              | –               | –                           | –               | –                   | –               | –               | –             | –             | –            | –               | –               | –              | –                   | –                   | –           | q           | –               | –          | –             |
| Pekka Salminen           | 38           | 48           | 11             | 39             | 32            | –              | –              | 35              | 35                          | q               | 25                  | 23              | 12              | –             | –             | –            | q               | 43              | q              | 30                  | 48                  | –           | 13          | –               | –          | 38            |
| Jani Soininen            | 44           | 55           | 4              | 2              | 9             | 8              | 9              | 8               | 13                          | 16              | 10                  | 7               | 43              | 5             | 2             | 1            | 7               | 20              | 25             | 41                  | 34                  | 16          | 30          | 5               | 11         | 12            |
| Janne Väätäinen          | –            | –            | –              | –              | –             | –              | –              | –               | –                           | –               | –                   | –               | –               | –             | –             | –            | –               | –               | –              | –                   | –                   | –           | q           | –               | –          | –             |
| Janne Ylijärvi           | –            | –            | –              | –              | –             | –              | –              | –               | –                           | –               | –                   | –               | –               | –             | –             | –            | –               | –               | –              | –                   | –                   | –           | q           | –               | –          | –             |
| Kimmo Yliriesto          | –            | –            | –              | –              | –             | –              | –              | –               | –                           | –               | –                   | –               | –               | –             | –             | –            | –               | –               | –              | –                   | –                   | –           | q           | –               | –          | –             |
| Francja                  |              |              |                |                |               |                |                |                 |                             |                 |                     |                 |                 |               |               |              |                 |                 |                |                     |                     |             |             |                 |            |               |
| Emmanuel Chedal          | –            | –            | –              | –              | –             | –              | –              | –               | –                           | –               | –                   | –               | –               | –             | –             | –            | –               | –               | –              | 38                  | 24                  | –           | –           | 43              | 30         | –             |
| Lucas Chevalier-Girod    | q            | 36           | q              | 42             | q             | –              | –              | q               | –                           | –               | –                   | –               | –               | –             | –             | –            | q               | q               | –              | –                   | –                   | –           | –           | –               | –          | –             |
| Nicolas Dessum           | 14           | 10           | 16             | 16             | 29            | –              | –              | 37              | 7                           | q               | 29                  | q               | 35              | 37            | 15            | 31           | 39              | 13              | 10             | 20                  | 58                  | 24          | 10          | 18              | 9          | 13            |
| Jérôme Gay               | q            | 5            | 35             | q              | 46            | –              | –              | q               | q                           | q               | q                   | q               | q               | –             | –             | –            | 35              | 31              | –              | –                   | –                   | –           | –           | –               | –          | –             |
| Rémi Santiago            | –            | –            | –              | –              | –             | –              | –              | –               | –                           | –               | –                   | –               | –               | –             | –             | –            | –               | –               | –              | –                   | –                   | –           | –           | –               | –          | q             |
| Gruzja                   |              |              |                |                |               |                |                |                 |                             |                 |                     |                 |                 |               |               |              |                 |                 |                |                     |                     |             |             |                 |            |               |
| Kachaber Cakadze         | q            | 79           | –              | –              | q             | –              | –              | –               | –                           | –               | –                   | –               | –               | –             | –             | –            | –               | –               | –              | –                   | –                   | –           | –           | –               | –          | –             |
| Holandia                 |              |              |                |                |               |                |                |                 |                             |                 |                     |                 |                 |               |               |              |                 |                 |                |                     |                     |             |             |                 |            |               |
| Niels de Groot           | –            | –            | q              | q              | q             | q              | q              | q               | q                           | q               | –                   | q               | q               | –             | –             | –            | q               | q               | –              | 55                  | 58                  | –           | –           | –               | –          | –             |
| Jeroen Nikkel            | –            | –            | –              | –              | –             | –              | –              | q               | q                           | q               | –                   | q               | q               | –             | –             | –            | –               | –               | –              | –                   | –                   | –           | –           | –               | –          | –             |
| Japonia                  |              |              |                |                |               |                |                |                 |                             |                 |                     |                 |                 |               |               |              |                 |                 |                |                     |                     |             |             |                 |            |               |
| Kazuyoshi Funaki         | 9            | 32           | 50             | 19             | 6             | 19             | 4              | 21              | 14                          | 4               | 11                  | 34              | 36              | 32            | 17            | 15           | 22              | 15              | 22             | 8                   | 11                  | 32          | 15          | 12              | 8          | 6             |
| Masahiko Harada          | 19           | 8            | 14             | 35             | 5             | –              | –              | 5               | 2                           | 12              | 13                  | 6               | 45              | 24            | 18            | 12           | 4               | 10              | 12             | –                   | –                   | 10          | 9           | 12              | 41         | 17            |
| Akira Higashi            | –            | –            | –              | –              | –             | –              | –              | –               | –                           | –               | –                   | –               | –               | q             | 47            | –            | –               | –               | –              | –                   | –                   | –           | –           | –               | –          | –             |
| Noriaki Kasai            | 5            | 13           | 5              | 17             | 16            | 34             | 14             | 47              | 18                          | 13              | 17                  | 44              | 11              | 8             | 29            | 11           | 31              | 22              | 30             | –                   | 42                  | 8           | 18          | 7               | 17         | 5             |
| Noritaka Kasama          | –            | –            | –              | –              | –             | –              | –              | –               | –                           | –               | –                   | –               | –               | –             | 57            | –            | –               | –               | –              | –                   | –                   | –           | –           | –               | –          | –             |
| Homare Kishimoto         | –            | –            | –              | –              | –             | –              | –              | –               | –                           | –               | –                   | –               | –               | 38            | 47            | –            | –               | –               | –              | –                   | –                   | –           | –           | –               | –          | –             |
| Hideharu Miyahira        | 6            | 9            | 18             | 5              | 8             | 15             | 5              | 12              | 7                           | 5               | 9                   | 18              | 23              | 20            | 25            | 10           | 50              | 5               | 13             | 15                  | 14                  | 21          | 41          | 14              | 50         | 11            |
| Takashi Mori             | –            | –            | –              | –              | –             | –              | –              | –               | –                           | –               | –                   | –               | –               | 40            | 54            | –            | –               | –               | –              | –                   | –                   | –           | –           | –               | –          | –             |
| Kazuhiro Nakamura        | –            | –            | –              | –              | –             | –              | –              | –               | –                           | –               | –                   | –               | –               | 30            | 71            | –            | –               | –               | –              | –                   | –                   | q           | q           | q               | q          | 29            |
| Jin’ya Nishikata         | –            | –            | –              | –              | –             | –              | –              | –               | –                           | –               | –                   | –               | –               | –             | 68            | –            | –               | –               | –              | –                   | –                   | –           | –           | –               | –          | –             |
| Kazuki Nishishita        | –            | –            | –              | –              | –             | –              | –              | 33              | 26                          | 17              | 39                  | 43              | 31              | 7             | 8             | 20           | 11              | 11              | 41             | 54                  | 36                  | 36          | 25          | 25              | 23         | 25            |
| Takanobu Okabe           | –            | –            | –              | –              | –             | –              | –              | –               | –                           | –               | –                   | –               | –               | 21            | 35            | q            | 16              | 26              | 24             | 28                  | 4                   | 11          | q           | q               | 15         | q             |
| Hiroya Saitō             | 27           | 59           | 48             | 29             | 19            | 25             | 32             | q               | 31                          | 31              | 16                  | 24              | 17              | 17            | 3             | 14           | –               | 12              | 15             | 49                  | 53                  | q           | 43          | 8               | 10         | 15            |
| Masayuki Satō            | q            | 46           | q              | 49             | q             | –              | –              | –               | –                           | –               | –                   | –               | –               | 49            | 59            | –            | –               | –               | –              | –                   | –                   | –           | –           | –               | –          | –             |
| Yasuhiro Shibata         | –            | –            | –              | –              | –             | –              | –              | –               | –                           | –               | –                   | –               | –               | 34            | 49            | –            | –               | –               | –              | –                   | –                   | –           | –           | –               | –          | –             |
| Shinya Tsurumaki         | –            | –            | –              | –              | –             | –              | –              | –               | –                           | –               | –                   | –               | –               | q             | 61            | –            | –               | –               | –              | –                   | –                   | –           | –           | –               | –          | –             |
| Yūta Watase              | 15           | 34           | 40             | 37             | 47            | –              | –              | q               | 38                          | q               | q                   | q               | q               | 47            | –             | –            | –               | –               | –              | –                   | –                   | –           | –           | –               | –          | –             |
| Hiroki Yamada            | –            | –            | –              | –              | –             | –              | –              | –               | –                           | –               | –                   | –               | –               | 46            | –             | –            | –               | –               | –              | –                   | –                   | –           | –           | –               | –          | –             |
| Naoki Yasuzaki           | –            | –            | –              | –              | –             | –              | –              | –               | –                           | –               | –                   | –               | –               | q             | 62            | –            | –               | –               | –              | –                   | –                   | –           | –           | –               | –          | –             |
| Kazuya Yoshioka          | 39           | 24           | 44             | 27             | q             | 31             | 29             | 50              | 37                          | q               | 28                  | 38              | 34              | 28            | 36            | 30           | –               | –               | –              | –                   | –                   | –           | –           | –               | –          | –             |
| Kazachstan               |              |              |                |                |               |                |                |                 |                             |                 |                     |                 |                 |               |               |              |                 |                 |                |                     |                     |             |             |                 |            |               |
| Stanisław Filimonow      | q            | 44           | q              | 47             | q             | 45             | q              | q               | q                           | q               | q                   | q               | q               | q             | 69            | 48           | 41              | q               | 51             | –                   | –                   | q           | q           | –               | –          | –             |
| Pawieł Gajduk            | q            | 47           | q              | q              | q             | q              | q              | q               | q                           | q               | –                   | q               | q               | –             | –             | –            | 48              | 48              | q              | –                   | –                   | q           | q           | –               | –          | –             |
| Aleksandr Korobow        | q            | 52           | –              | –              | q             | –              | –              | q               | q                           | q               | –                   | q               | q               | –             | –             | –            | q               | q               | q              | 53                  | 57                  | –           | q           | q               | q          | –             |
| Maksim Połunin           | –            | –            | –              | –              | q             | –              | –              | q               | q                           | q               | –                   | q               | q               | –             | –             | –            | q               | q               | –              | –                   | –                   | q           | –           | q               | q          | –             |
| Jurij Rulew              | q            | 76           | q              | q              | –             | q              | q              | –               | –                           | –               | –                   | –               | –               | –             | –             | –            | –               | –               | q              | –                   | –                   | q           | q           | –               | –          | –             |
| Aleksandr Wetrow         | –            | –            | q              | q              | –             | q              | q              | –               | –                           | –               | q                   | –               | –               | –             | –             | –            | –               | –               | –              | –                   | –                   | –           | –           | –               | –          | –             |
| Kirgistan                |              |              |                |                |               |                |                |                 |                             |                 |                     |                 |                 |               |               |              |                 |                 |                |                     |                     |             |             |                 |            |               |
| Dmitrij Czwykow          | –            | –            | –              | –              | q             | –              | –              | q               | q                           | q               | –                   | q               | 40              | –             | –             | –            | –               | –               | –              | –                   | –                   | –           | –           | –               | –          | –             |
| Korea Południowa         |              |              |                |                |               |                |                |                 |                             |                 |                     |                 |                 |               |               |              |                 |                 |                |                     |                     |             |             |                 |            |               |
| Choi Heung-chul          | q            | 15           | q              | 30             | 43            | 50             | q              | 30              | 44                          | 27              | q                   | –               | –               | 44            | 44            | 45           | –               | –               | 43             | 11                  | 33                  | 49          | 48          | 49              | q          | q             |
| Choi Seou                | –            | –            | –              | –              | –             | –              | –              | q               | q                           | q               | –                   | –               | –               | q             | 72            | q            | q               | q               | q              | –                   | –                   | –           | –           | –               | –          | 48            |
| Kang Chil-ku             | –            | –            | –              | –              | –             | –              | –              | –               | –                           | –               | –                   | –               | –               | –             | –             | q            | –               | –               | –              | –                   | –                   | –           | –           | –               | –          | –             |
| Kim Hyun-ki              | q            | 64           | q              | q              | q             | –              | –              | 41              | q                           | q               | –                   | –               | –               | q             | 58            | q            | 27              | q               | –              | –                   | –                   | –           | –           | –               | –          | q             |
| Niemcy                   |              |              |                |                |               |                |                |                 |                             |                 |                     |                 |                 |               |               |              |                 |                 |                |                     |                     |             |             |                 |            |               |
| Roland Audenrieth        | –            | –            | –              | –              | –             | –              | –              | q               | q                           | –               | –                   | –               | –               | –             | –             | –            | –               | –               | –              | –                   | –                   | –           | –           | –               | –          | –             |
| Uli Basler               | –            | –            | –              | –              | –             | –              | –              | q               | q                           | –               | –                   | –               | –               | –             | –             | –            | –               | –               | –              | –                   | –                   | –           | –           | –               | –          | –             |
| Christof Duffner         | 11           | 78           | 31             | q              | q             | –              | –              | 48              | q                           | 42              | q                   | 30              | 47              | –             | –             | –            | 38              | 24              | 38             | 45                  | 43                  | 38          | 46          | 34              | 34         | 26            |
| Dirk Else                | –            | –            | –              | –              | –             | –              | –              | q               | 39                          | –               | –                   | –               | –               | –             | –             | –            | –               | –               | –              | –                   | –                   | –           | –           | –               | –          | 33            |
| Leif Frey                | –            | –            | –              | –              | –             | –              | –              | q               | q                           | –               | –                   | –               | –               | –             | –             | –            | –               | –               | –              | –                   | –                   | –           | –           | –               | –          | –             |
| Sven Hannawald           | 24           | 22           | 42             | 10             | 17            | –              | –              | 4               | 4                           | 7               | 4                   | 13              | 2               | 15            | 5             | 6            | 5               | 8               | 1              | 46                  | 16                  | 2           | 4           | 1               | 1          | 1             |
| Alexander Herr           | q            | 63           | 20             | 22             | 32            | 27             | 23             | 16              | 23                          | 21              | q                   | 33              | 14              | 16            | 30            | 35           | q               | q               | q              | 25                  | 49                  | 41          | 35          | 38              | 27         | 42            |
| Ronny Hornschuh          | 41           | 39           | 47             | 50             | –             | –              | –              | 27              | q                           | –               | –                   | –               | –               | 36            | 26            | 21           | –               | –               | –              | –                   | –                   | –           | –           | –               | –          | –             |
| Hansjörg Jäkle           | 26           | 7            | 23             | 28             | 23            | 23             | 20             | 25              | 22                          | 20              | 23                  | 21              | 22              | 29            | 19            | 17           | 26              | 21              | 23             | 5                   | 18                  | 27          | 28          | 33              | 21         | 27            |
| Frank Löffler            | –            | –            | –              | –              | q             | 12             | 39             | 18              | 19                          | 46              | 21                  | 50              | 21              | 34            | 31            | 33           | 19              | 18              | 16             | 7                   | 8                   | 50          | 14          | 36              | 33         | q             |
| Maximilian Mechler       | –            | –            | –              | –              | –             | –              | –              | q               | 48                          | –               | –                   | –               | –               | –             | –             | –            | –               | –               | –              | –                   | –                   | –           | –           | –               | –          | –             |
| Michael Möllinger        | –            | –            | –              | –              | –             | –              | –              | 43              | q                           | –               | –                   | –               | –               | –             | –             | –            | –               | –               | –              | –                   | –                   | –           | –           | –               | –          | –             |
| Hans Petrat              | –            | –            | –              | –              | –             | –              | –              | q               | q                           | –               | –                   | –               | –               | –             | –             | –            | –               | –               | –              | –                   | –                   | –           | –           | –               | –          | –             |
| Stefan Pieper            | –            | –            | –              | –              | –             | –              | –              | q               | q                           | –               | –                   | –               | –               | –             | –             | –            | –               | –               | –              | –                   | –                   | –           | –           | –               | –          | –             |
| Frank Reichel            | –            | –            | –              | –              | –             | –              | –              | q               | q                           | –               | –                   | –               | –               | –             | –             | –            | –               | –               | –              | –                   | –                   | –           | –           | –               | –          | –             |
| Martin Schmitt           | 1            | 4            | 2              | 4              | 2             | 1              | 1              | 1               | 11                          | 2               | 3                   | 1               | 1               | 1             | 1             | 5            | 3               | 2               | 18             | 1                   | 1                   | 13          | 1           | 19              | 4          | 9             |
| Gerd Siegmund            | 20           | 31           | q              | q              | 32            | q              | 27             | 32              | 24                          | 32              | 24                  | 12              | 8               | 18            | 28            | 26           | 21              | 32              | q              | 58                  | 51                  | 32          | 31          | 42              | q          | –             |
| Michael Uhrmann          | 10           | 50           | 27             | 26             | 22            | 37             | 46             | 12              | 15                          | q               | 27                  | 10              | 15              | 27            | 11            | 8            | 12              | 7               | 49             | 31                  | 31                  | 18          | 42          | 27              | 13         | 41            |
| Norwegia                 |              |              |                |                |               |                |                |                 |                             |                 |                     |                 |                 |               |               |              |                 |                 |                |                     |                     |             |             |                 |            |               |
| Morten Ågheim            | 47           | 24           | q              | 15             | 25            | 32             | 40             | 39              | 45                          | 35              | 33                  | 22              | 29              | q             | 37            | –            | 30              | 36              | –              | 40                  | 28                  | –           | –           | 29              | –          | q             |
| Tom Aage Aarnes          | –            | –            | –              | –              | –             | –              | –              | –               | –                           | –               | –                   | –               | –               | –             | –             | –            | –               | –               | –              | 52                  | 39                  | –           | –           | –               | q          | –             |
| David Andersen           | –            | –            | –              | –              | –             | –              | –              | –               | –                           | –               | –                   | –               | –               | –             | –             | –            | –               | –               | –              | –                   | –                   | –           | –           | q               | q          | 23            |
| Espen Bredesen           | –            | –            | –              | –              | –             | 47             | 30             | –               | –                           | –               | –                   | –               | –               | –             | –             | –            | –               | –               | –              | –                   | –                   | –           | –           | q               | –          | –             |
| Kristian Brenden         | –            | –            | –              | –              | –             | –              | –              | –               | –                           | –               | –                   | –               | –               | –             | –             | –            | –               | –               | 36             | –                   | –                   | –           | –           | q               | q          | –             |
| Wilhelm Brenna           | –            | –            | 39             | q              | q             | –              | –              | q               | 33                          | 38              | 42                  | 42              | 30              | –             | –             | –            | –               | –               | –              | –                   | –                   | –           | –           | –               | q          | –             |
| Lars Bystøl              | –            | –            | –              | –              | –             | –              | –              | –               | –                           | –               | –                   | –               | –               | –             | –             | –            | –               | –               | –              | –                   | –                   | –           | –           | q               | –          | –             |
| Olav Magne Dønnem        | q            | 60           | q              | q              | q             | 42             | q              | –               | –                           | –               | –                   | –               | –               | –             | –             | –            | 44              | 33              | 25             | –                   | –                   | q           | q           | q               | 39         | q             |
| Frode Håre               | –            | –            | –              | –              | –             | –              | –              | –               | –                           | –               | –                   | –               | –               | 41            | 60            | –            | –               | –               | –              | –                   | –                   | –           | –           | q               | q          | –             |
| Tommy Ingebrigtsen       | 31           | 43           | 25             | q              | 29            | 10             | 21             | 46              | 25                          | 33              | 37                  | 8               | 50              | q             | 12            | –            | 6               | 4               | 3              | 2                   | 5                   | 14          | 22          | 9               | 22         | 4             |
| Håvard Lie               | –            | –            | –              | –              | –             | –              | –              | –               | –                           | –               | –                   | –               | –               | –             | –             | –            | –               | –               | –              | –                   | –                   | 31          | q           | q               | 38         | –             |
| Roar Ljøkelsøy           | 22           | 16           | 24             | 20             | 37            | 28             | 36             | 34              | 20                          | 15              | 18                  | 9               | 7               | 23            | 24            | –            | 46              | 29              | 28             | –                   | –                   | 12          | 33          | 23              | 40         | 18            |
| Thomas Lobben            | –            | –            | –              | –              | –             | –              | –              | –               | –                           | –               | –                   | –               | –               | –             | –             | –            | –               | –               | –              | –                   | –                   | –           | –           | q               | 36         | –             |
| Lasse Ottesen            | q            | 35           | 30             | q              | 41            | 3              | 12             | 15              | 9                           | 11              | 7                   | 25              | 49              | 4             | 21            | –            | 40              | 6               | 5              | 10                  | 7                   | 3           | 12          | 11              | 15         | 19            |
| Bjørn Einar Romøren      | –            | –            | –              | –              | –             | –              | –              | –               | –                           | –               | –                   | –               | –               | –             | –             | –            | –               | –               | –              | –                   | –                   | –           | –           | –               | q          | –             |
| Kjell Erik Sagbakken     | –            | –            | –              | –              | –             | –              | –              | –               | –                           | –               | –                   | –               | –               | –             | –             | –            | –               | –               | –              | –                   | –                   | –           | –           | q               | 48         | –             |
| Jon Petter Sandaker      | 43           | 41           | –              | –              | –             | 32             | 25             | –               | –                           | –               | –                   | –               | –               | –             | –             | –            | q               | 43              | 47             | –                   | –                   | –           | –           | q               | q          | –             |
| Arne Sneli               | –            | –            | –              | –              | –             | –              | –              | –               | –                           | –               | –                   | –               | –               | –             | –             | –            | –               | –               | –              | 56                  | 17                  | –           | –           | 40              | 43         | –             |
| Tore Sneli               | –            | –            | –              | –              | –             | –              | –              | –               | –                           | –               | –                   | –               | –               | –             | –             | –            | –               | –               | –              | 50                  | 29                  | –           | –           | q               | 29         | q             |
| Morten Solem             | –            | –            | –              | –              | –             | –              | –              | –               | –                           | –               | –                   | –               | –               | –             | –             | –            | –               | –               | –              | –                   | –                   | –           | –           | q               | –          | –             |
| Henning Stensrud         | 29           | 33           | 46             | q              | 26            | 20             | 41             | q               | q                           | 37              | 43                  | 28              | 27              | 43            | 45            | –            | 25              | 16              | 17             | –                   | –                   | 18          | 34          | 28              | 18         | 24            |
| Polska                   |              |              |                |                |               |                |                |                 |                             |                 |                     |                 |                 |               |               |              |                 |                 |                |                     |                     |             |             |                 |            |               |
| Marcin Bachleda          | –            | –            | –              | –              | –             | q              | q              | –               | –                           | –               | –                   | –               | –               | –             | –             | –            | –               | –               | –              | –                   | –                   | –           | q           | –               | –          | –             |
| Krystian Długopolski     | –            | –            | –              | –              | –             | q              | q              | –               | –                           | –               | –                   | –               | –               | –             | –             | –            | –               | –               | –              | –                   | –                   | –           | –           | –               | –          | –             |
| Łukasz Kruczek           | q            | 14           | q              | 40             | q             | q              | 44             | q               | q                           | q               | q                   | –               | –               | 48            | 53            | 43           | –               | –               | –              | –                   | –                   | –           | –           | –               | –          | –             |
| Paweł Kruczek            | –            | –            | –              | –              | –             | q              | q              | –               | –                           | –               | –                   | –               | –               | –             | –             | –            | –               | –               | –              | –                   | –                   | –           | –           | –               | –          | –             |
| Mariusz Macias           | –            | –            | –              | –              | –             | q              | q              | –               | –                           | –               | –                   | –               | –               | –             | –             | –            | –               | –               | –              | –                   | –                   | –           | –           | –               | –          | –             |
| Maciej Maciusiak         | –            | –            | –              | –              | –             | q              | q              | –               | –                           | –               | –                   | –               | –               | –             | –             | –            | –               | –               | –              | –                   | –                   | –           | –           | –               | –          | –             |
| Adam Małysz              | q            | 38           | 26             | 23             | 28            | 13             | 38             | q               | 17                          | 26              | 46                  | 48              | 44              | 38            | 38            | 25           | 24              | 25              | 40             | 4                   | 22                  | 22          | 27          | 21              | 12         | 7             |
| Robert Mateja            | 8            | 40           | 43             | 32             | 20            | 40             | 49             | 39              | 50                          | q               | q                   | –               | –               | 42            | 40            | 39           | 51              | 37              | 48             | 22                  | 44                  | 42          | q           | 46              | q          | q             |
| Andrzej Młynarczyk       | –            | –            | –              | –              | –             | q              | 37             | –               | –                           | –               | –                   | –               | –               | –             | –             | –            | –               | –               | –              | –                   | –                   | –           | –           | –               | –          | –             |
| Tomasz Pochwała          | –            | –            | –              | –              | –             | q              | q              | –               | –                           | –               | –                   | –               | –               | –             | –             | –            | –               | –               | –              | –                   | –                   | –           | –           | –               | –          | –             |
| Wojciech Skupień         | q            | 73           | –              | –              | q             | 46             | q              | 49              | 46                          | 43              | 38                  | 26              | 10              | 33            | 39            | 29           | q               | 23              | 29             | 6                   | 32                  | 37          | 40          | 31              | q          | 28            |
| Grzegorz Śliwka          | –            | –            | –              | –              | –             | q              | q              | –               | –                           | –               | –                   | –               | –               | –             | –             | –            | q               | q               | –              | –                   | –                   | q           | –           | q               | 45         | –             |
| Grzegorz Sobczyk         | –            | –            | –              | –              | –             | q              | –              | –               | –                           | –               | –                   | –               | –               | –             | –             | –            | –               | –               | –              | –                   | –                   | –           | –           | –               | –          | –             |
| Tomisław Tajner          | –            | –            | –              | –              | –             | q              | q              | –               | –                           | –               | –                   | –               | –               | –             | –             | –            | –               | –               | –              | –                   | –                   | –           | –           | –               | –          | –             |
| Wojciech Tajner          | –            | –            | –              | –              | –             | –              | q              | –               | –                           | –               | –                   | –               | –               | –             | –             | –            | –               | –               | –              | –                   | –                   | –           | –           | –               | –          | –             |
| Rosja                    |              |              |                |                |               |                |                |                 |                             |                 |                     |                 |                 |               |               |              |                 |                 |                |                     |                     |             |             |                 |            |               |
| Ildar Fatkullin          | q            | 42           | –              | –              | –             | q              | q              | q               | q                           | q               | q                   | –               | –               | –             | –             | –            | –               | –               | –              | –                   | –                   | q           | q           | q               | q          | –             |
| Anton Kaliniczenko       | q            | 51           | –              | –              | –             | 38             | q              | q               | q                           | q               | q                   | –               | –               | –             | –             | –            | q               | q               | –              | 57                  | 46                  | q           | q           | –               | –          | –             |
| Artur Chamidulin         | –            | –            | –              | –              | q             | –              | –              | –               | –                           | –               | –                   | –               | –               | –             | –             | –            | –               | –               | –              | –                   | –                   | –           | –           | –               | –          | –             |
| Walerij Kobielew         | q            | 65           | –              | –              | –             | q              | q              | q               | q                           | q               | q                   | –               | –               | –             | –             | –            | –               | –               | –              | –                   | –                   | –           | –           | –               | –          | –             |
| Aleksandr Kozłow         | –            | –            | –              | –              | –             | –              | –              | –               | –                           | –               | –                   | –               | –               | –             | –             | –            | –               | –               | –              | –                   | –                   | –           | q           | –               | –          | –             |
| Dmitrij Wasiljew         | 32           | 18           | q              | q              | –             | q              | q              | 24              | 41                          | 50              | 48                  | –               | –               | 12            | 33            | 28           | 20              | 30              | –              | 36                  | 25                  | 27          | q           | 37              | 49         | –             |
| Słowacja                 |              |              |                |                |               |                |                |                 |                             |                 |                     |                 |                 |               |               |              |                 |                 |                |                     |                     |             |             |                 |            |               |
| Filip Kafka              | –            | –            | –              | –              | –             | q              | q              | –               | –                           | –               | –                   | –               | –               | –             | –             | –            | –               | –               | –              | –                   | –                   | –           | –           | –               | –          | –             |
| Peter Koštial            | –            | –            | –              | –              | –             | q              | –              | –               | –                           | –               | –                   | –               | –               | –             | –             | –            | –               | –               | –              | –                   | –                   | –           | –           | –               | –          | –             |
| Martin Mesík             | q            | 60           | q              | 41             | –             | q              | q              | –               | –                           | q               | q                   | –               | –               | q             | 70            | 50           | –               | –               | q              | –                   | –                   | –           | –           | –               | –          | q             |
| Dušan Oršula             | –            | –            | –              | –              | –             | –              | q              | –               | –                           | –               | –                   | –               | –               | –             | –             | –            | –               | –               | –              | –                   | –                   | –           | –           | –               | –          | –             |
| Michal Pšenko            | –            | –            | –              | –              | –             | –              | –              | –               | –                           | –               | –                   | –               | –               | –             | –             | –            | –               | –               | –              | –                   | –                   | q           | q           | –               | q          | –             |
| Matej Uram               | –            | –            | –              | –              | –             | –              | –              | –               | –                           | –               | –                   | –               | –               | –             | –             | –            | –               | –               | 46             | –                   | –                   | q           | q           | –               | –          | 47            |
| Ján Zelenčík             | –            | –            | –              | –              | q             | q              | q              | –               | –                           | –               | –                   | –               | –               | –             | –             | –            | q               | q               | –              | –                   | –                   | –           | –           | –               | –          | –             |
| Słowenia                 |              |              |                |                |               |                |                |                 |                             |                 |                     |                 |                 |               |               |              |                 |                 |                |                     |                     |             |             |                 |            |               |
| Urban Franc              | –            | –            | –              | –              | –             | –              | –              | –               | –                           | –               | –                   | –               | –               | –             | –             | –            | –               | –               | –              | –                   | –                   | –           | –           | –               | –          | q             |
| Damjan Fras              | 48           | 27           | q              | 18             | 38            | 49             | 26             | –               | –                           | –               | –                   | 27              | 39              | q             | 56            | 42           | 23              | 42              | –              | 9                   | 55                  | 30          | 29          | 50              | 24         | 30            |
| Rolando Kaligaro         | –            | –            | –              | –              | –             | –              | –              | –               | –                           | –               | –                   | 36              | q               | –             | –             | –            | –               | –               | –              | –                   | –                   | 42          | 45          | q               | q          | q             |
| Robert Kranjec           | –            | –            | –              | –              | –             | –              | –              | –               | –                           | –               | –                   | –               | –               | q             | 66            | q            | –               | –               | –              | –                   | –                   | –           | –           | –               | –          | 39            |
| Grega Lang               | –            | –            | –              | –              | –             | –              | –              | –               | –                           | –               | –                   | –               | –               | –             | –             | –            | –               | –               | 34             | –                   | –                   | –           | –           | –               | –          | 46            |
| Igor Medved              | –            | –            | –              | –              | –             | –              | –              | –               | –                           | –               | –                   | –               | –               | –             | –             | –            | –               | –               | –              | –                   | –                   | –           | –           | –               | –          | q             |
| Robert Meglič            | –            | –            | –              | –              | –             | –              | –              | –               | –                           | –               | –                   | –               | –               | –             | –             | –            | –               | –               | –              | –                   | –                   | –           | –           | –               | –          | q             |
| Bine Norčič              | q            | 23           | q              | q              | 49            | 16             | 43             | –               | –                           | –               | –                   | –               | –               | –             | –             | –            | q               | q               | –              | –                   | –                   | 46          | q           | q               | q          | q             |
| Primož Peterka           | 28           | 28           | 49             | q              | 24            | –              | –              | 37              | q                           | 41              | q                   | –               | –               | –             | –             | –            | –               | –               | –              | –                   | –                   | –           | –           | –               | –          | 31            |
| Jure Radelj              | –            | –            | –              | –              | –             | –              | –              | –               | –                           | –               | –                   | q               | 41              | q             | 67            | q            | –               | –               | 42             | –                   | –                   | –           | –           | –               | –          | 35            |
| Miha Rihtar              | –            | –            | –              | –              | –             | –              | –              | –               | –                           | –               | –                   | –               | –               | –             | –             | –            | –               | –               | –              | –                   | –                   | –           | –           | –               | –          | q             |
| Primož Urh-Zupan         | 23           | 37           | q              | 44             | 50            | 11             | 47             | 26              | q                           | q               | q                   | –               | –               | –             | –             | –            | –               | –               | –              | –                   | –                   | –           | –           | –               | –          | –             |
| Blaž Vrhovnik            | q            | 55           | 34             | 46             | 35            | 24             | 17             | q               | q                           | 47              | q                   | –               | –               | –             | –             | –            | 33              | q               | 50             | –                   | –                   | –           | –           | –               | –          | q             |
| Milan Živič              | –            | –            | –              | –              | –             | –              | –              | –               | –                           | –               | –                   | –               | –               | –             | –             | –            | –               | –               | –              | –                   | –                   | –           | –           | –               | –          | q             |
| Peter Žonta              | 49           | 77           | 8              | 7              | 11            | 18             | 16             | 22              | 12                          | 19              | 12                  | 15              | 16              | 22            | 42            | 22           | 32              | q               | 44             | 44                  | 54                  | 42          | q           | q               | 35         | q             |
| Stany Zjednoczone        |              |              |                |                |               |                |                |                 |                             |                 |                     |                 |                 |               |               |              |                 |                 |                |                     |                     |             |             |                 |            |               |
| Alan Alborn              | 17           | 48           | q              | q              | q             | –              | –              | q               | q                           | q               | –                   | q               | q               | –             | –             | –            | q               | q               | –              | 13                  | 35                  | q           | q           | q               | q          | –             |
| Brendan Doran            | –            | –            | q              | q              | q             | –              | –              | 45              | q                           | q               | –                   | 47              | q               | –             | –             | –            | q               | q               | –              | 26                  | 37                  | –           | –           | –               | –          | –             |
| Clint Jones              | –            | –            | –              | –              | –             | –              | –              | –               | –                           | –               | –                   | –               | –               | –             | –             | –            | –               | –               | –              | 32                  | 50                  | –           | –           | –               | –          | –             |
| Hartman Rector           | –            | –            | –              | –              | –             | –              | –              | –               | –                           | –               | –                   | –               | –               | –             | –             | –            | –               | –               | –              | 51                  | 60                  | –           | –           | –               | –          | –             |
| Thomas Schwall           | –            | –            | –              | –              | –             | –              | –              | –               | –                           | –               | –                   | –               | –               | –             | –             | –            | –               | –               | –              | 60                  | 61                  | –           | –           | –               | –          | –             |
| Szwajcaria               |              |              |                |                |               |                |                |                 |                             |                 |                     |                 |                 |               |               |              |                 |                 |                |                     |                     |             |             |                 |            |               |
| Simon Ammann             | 21           | 67           | 22             | 12             | –             | 44             | 48             | 44              | q                           | –               | –                   | 49              | 31              | q             | 32            | 38           | –               | –               | –              | 36                  | 26                  | –           | –           | –               | 44         | –             |
| Sylvain Freiholz         | q            | 24           | 29             | 43             | 18            | 26             | 35             | 31              | 34                          | 44              | –                   | 29              | 33              | q             | 51            | 31           | –               | –               | –              | –                   | –                   | 25          | 37          | 47              | q          | 36            |
| Andreas Küttel           | –            | –            | –              | –              | –             | –              | –              | –               | –                           | –               | –                   | –               | –               | –             | –             | –            | 28              | 28              | q              | 33                  | 13                  | q           | q           | q               | q          | –             |
| Joel Morerod             | –            | –            | –              | –              | –             | –              | –              | –               | –                           | –               | –                   | 51              | q               | –             | –             | –            | –               | –               | –              | –                   | –                   | –           | –           | –               | –          | –             |
| Bruno Reuteler           | 13           | 75           | q              | q              | 48            | –              | –              | q               | q                           | q               | –                   | 34              | 48              | 45            | 34            | 40           | 45              | q               | q              | 18                  | 38                  | 47          | q           | –               | –          | –             |
| Marco Steinauer          | 33           | 6            | 33             | 24             | 40            | 48             | 50             | 29              | 42                          | q               | –                   | 45              | q               | –             | –             | –            | 37              | 47              | q              | 35                  | 10                  | 35          | 44          | 45              | 46         | 44            |
| Marc Vogel               | –            | –            | –              | –              | –             | –              | –              | –               | –                           | q               | –                   | 39              | 46              | 50            | 52            | 47           | –               | –               | –              | –                   | –                   | –           | –           | –               | –          | –             |
| Szwecja                  |              |              |                |                |               |                |                |                 |                             |                 |                     |                 |                 |               |               |              |                 |                 |                |                     |                     |             |             |                 |            |               |
| Ove Berg                 | q            | 72           | –              | –              | –             | –              | –              | –               | –                           | –               | –                   | –               | –               | –             | –             | –            | –               | –               | –              | –                   | –                   | q           | q           | –               | –          | –             |
| Rickard Fröier           | q            | 62           | q              | q              | q             | –              | –              | q               | q                           | q               | –                   | 46              | q               | q             | 63            | q            | q               | q               | –              | –                   | –                   | q           | q           | q               | q          | –             |
| Kristoffer Jåfs          | q            | 71           | q              | 48             | q             | –              | –              | q               | q                           | q               | –                   | q               | 42              | q             | 55            | 49           | 47              | 41              | –              | –                   | –                   | q           | q           | q               | q          | 43            |
| Johan Munters            | –            | –            | –              | –              | –             | –              | –              | –               | –                           | –               | –                   | –               | –               | –             | –             | –            | –               | –               | –              | –                   | –                   | –           | –           | q               | –          | –             |
| Ukraina                  |              |              |                |                |               |                |                |                 |                             |                 |                     |                 |                 |               |               |              |                 |                 |                |                     |                     |             |             |                 |            |               |
| Wołodymyr Boszczuk       | –            | –            | –              | –              | –             | q              | q              | –               | –                           | –               | –                   | –               | –               | –             | –             | –            | –               | –               | –              | –                   | –                   | –           | –           | –               | –          | –             |
| Iwan Kozłow              | –            | –            | –              | –              | q             | q              | q              | –               | –                           | –               | –                   | –               | –               | –             | –             | –            | –               | –               | –              | –                   | –                   | –           | –           | –               | –          | –             |
| Aleksandr Popuk          | –            | –            | –              | –              | –             | q              | q              | –               | –                           | –               | –                   | –               | –               | –             | –             | –            | –               | –               | –              | –                   | –                   | –           | –           | –               | –          | –             |